# HD169365
HD169365 — хімічно пекулярна зоря спектрального класу A2, що має видиму зоряну величину в смузі V приблизно  8,9.
Вона  розташована на відстані близько 5260,6 світлових років від Сонця.

## Пекулярний хімічний склад
Зоряна атмосфера HD169365 має підвищений вміст 
Si
.